# Olga Bogoslovskaya
Olga Bogoslovskaya (Rusia, 20 de mayo de 1964) fue un atleta rusa, especializado en la prueba de 4 x 100 m en la que llegó a ser campeón mundial en 1993.

## Carrera deportiva
En el Mundial de Stuttgart 1993 ganó la medalla de oro en los relevos 4 x 100 metros, con un tiempo de 41.49 segundos que fue récord de los campeonatos, quedando por delante de Estados Unidos y Jamaica, siendo sus compañeras de equipo: Galina Malchugina, Natalya Pomoshchnikova-Voronova y Irina Privalova.